# Chat with Alice
Chat with Alice este un film românesc din 2014 regizat de Isabela Țenț.